# Stygocyathura rapanuia
Stygocyathura rapanuia är en kräftdjursart som först beskrevs av Lazar Botosaneanu 1987.  Stygocyathura rapanuia ingår i släktet Stygocyathura och familjen Anthuridae. Inga underarter finns listade i Catalogue of Life.